# Dellwig (Essen)

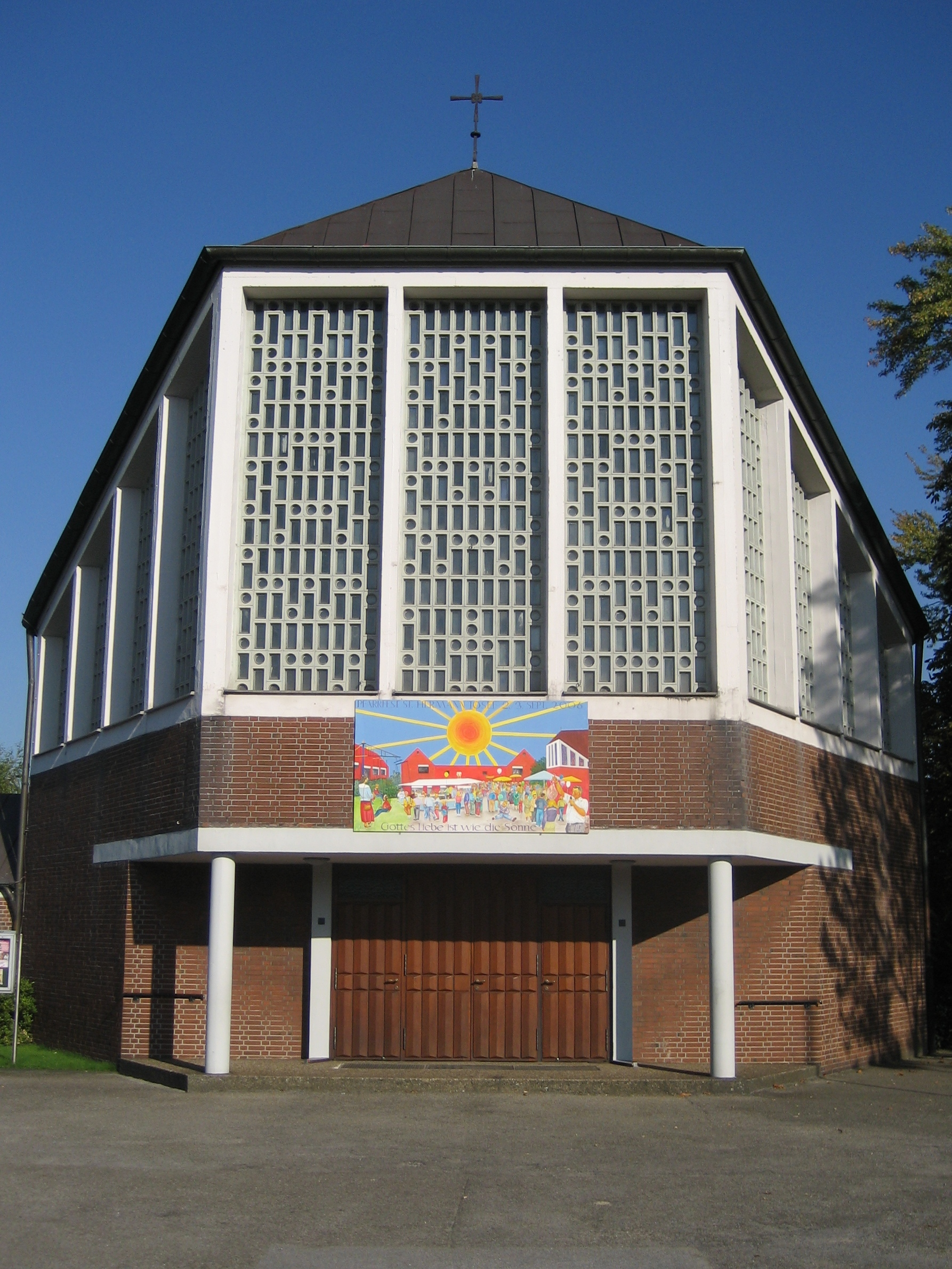
St. Hermann-Josef, letzter Gottesdienst am 1. Oktober 2010, Abriss

Dellwig (auf Borbecksch Platt Delfken genannt) ist ein nordwestlicher Stadtteil der Stadt Essen. Er grenzt an die Stadtteile Bergeborbeck im Osten, Gerschede und Frintrop im Süden, den Oberhausener Stadtteil Borbeck im Westen und Vondern (Oberhausen) sowie Ebel (Bottrop) im Norden.

## Geschichte

### Namensherkunft
Die Namensherkunft des Wortes Dellwig ist unklar. Mit Delle, so vermutet man, war eine Flusskrümmung an der Emscher gemeint, an der der Ort liegt. Der zweite Wortteil allerdings ist rätselhaft. Eine Vermutung ist, es könne von wiken (weichen, ausweichen) kommen, und so eine Ausweichstelle am Fluss gemeint sein. Eine andere Bedeutung des altdeutschen Wortes Wik ist eine Stapelstelle, also vielleicht einen Ort, an dem sich etwas ansammelte oder man Waren hortete, vielleicht an einem wichtigen Flussübergang. Jeder Nachweis dazu fehlt jedoch.
Wahrscheinlicher ist die Zusammensetzung aus Dell(e) als Bezeichnung für ein Tal, eine Senke und -wik, als Endung mit der Bedeutung Siedlung, Dorf. Die alte Schreibung Dalewic wäre daher mittelniederdeutsch Talsiedlung. Das historische Siedlungszentrum Dellwigs lag am und im Tal des Barchembachs oberhalb der Emscherniederung, die hier Krayenbruch genannt wurde. Die historische Bauernschaft Barchem, die dem Bach seinen Namen gab, lag in dessen Quellbereich genau oberhalb Dellwigs. Gelesen als Barc-hem lautet dessen Bedeutung Bergheim, als Gegensatz zu Dalewic.

### Bauerschaft
Dellwig, frühere Schreibweisen waren auch Dalewic oder Delewic, begann als Bauerschaft, die im Jahre 1220 erstmals erwähnt wurde. Der Siedlungsschwerpunkt lag im unteren Talbereich des Siepens des Barchembachs, oberhalb der Emscherniederung. Die Lage war vor dem Frühjahreshochwasser der Emscher geschützt. Die Lage am Westenhellweg ermöglichte Ackerbau auf ertragreichen Lössböden. Die Siepe, die Talweide, am Bach konnte für die Viehwirtschaft genutzt werden.
In der tiefer liegenden Emscherniederung war die Siedlung auf Einzelhöfe begrenzt. Heide und Bruchwald, frei laufende Pferde aus Pferdezuchten im Emscherbruch und bis zum Ende des 18. Jahrhunderts auch Wölfe bestimmten dort das Bild. 1797 fand die letzte Wolfsjagd, von der Obrigkeit angeordnet, statt.
1332 wurden in einem Verzeichnis des Stiftes Essen folgende drei Bauerngüter genannt: der Hof des Everhard von Delewyk, der Hof des Konrad von Delewik und der Hof Konrad Overbeck (ultra rivum). Hier wurden diese Höfe dem Oberhof Ehrenzell abgabenpflichtig genannt, und nicht, wie man vermutet hätte, dem Hof Borbeck. Der Oberhof Ehrenzell gehörte zum Dreibauernschaftsquartier, bestehend aus Altendorf, Frohnhausen und Holsterhausen. Er war 966 von König Otto I. auf den Konvent des Damenstiftes Essen übertragen worden. Das Dellwiger Bauerngut Herskamp unterstand indes dem Kloster Stoppenberg, das Gut Terboven dem Kloster Deutz. Weitere Gutshöfe, wie beispielsweise Hüttmann, Kranendieck und der heutige Reitstall Schepmanns Hof, mit erster Erwähnung 1444, können nicht nachweislich zugeordnet werden. Diese Unregelmäßigkeiten wurden mit der Einführung der Landmatrikel 1668 im Auftrag der Fürstäbtissin von Essen aus steuerlichen Gründen geebnet. Von nun an waren alle Güter in Dellwig dem Hof Borbeck abgabenpflichtig.
Eine Besonderheit der Dellwiger Gutshöfe war, dass sie eine Vöhdewirtschaft (Futterweidenwirtschaft) betrieben. So hatte jeder Bauer einmal Anbauland als steten Besitz und Bruchland als zeitweiligen Besitz, das zur Erholung des Landes zeitweise als Futterweide (Vöhde) genutzt wurde. Dieses Bruchland entstand durch eine Bauerngemeinschaft zur Urbarmachung mooriger Gebiete, wie das Land der späteren Zeche Prosper, dem Klaumer Bruch und dem Kreienbruch.

### Industrialisierung
Mit der beginnenden Industrialisierung im 19. Jahrhundert wurde 1847 von der Köln-Mindener Eisenbahn-Gesellschaft die erste Eisenbahnstrecke im Emschertal gebaut. Am 1. Oktober 1885 wurde der Verschiebebahnhof Frintrop eröffnet, der sich später zu einem wichtigen Güterverkehrsknoten im Ruhrgebiet entwickelte. Der Kohlenbergbau begann mit der Niederbringung des ersten Schachtes der Zeche Christian Levin ab 1857. Allerdings gab es enorme Schwierigkeiten mit Mergel-, Kies- und Treibsandschichten, so dass er über das Abteufen nicht hinauskam. Erst als der Schacht vom Kölner Bergwerks-Verein in den Essener Bergwerksverein König Wilhelm überging, waren die Finanzen saniert, so dass man ab 1873 gewinnbringend Kohle fördern konnte. Im Zuge des Bergbaus begann sich der Grundwasserspiegel zu senken, so dass das Emscherbruch landwirtschaftlich besser genutzt werden konnte. Wenn wegen Bergsenkungen das Hochwasser wiederkam, stieg auch die Seuchengefahr. Wichtig war 1914 die Fertigstellung des Rhein-Herne-Kanals, der unmittelbar an der Zeche Levin vorbeiführte, wobei sie am Südufer einen eigenen Hafen erhielt. Die Emscher wurde bald überwiegend für Abwasser und Grubenwasser genutzt und verkam schnell zur Köttelbecke. Nach Erweiterungen der Zeche mit Ringofenziegelei, Kohlenwäsche, Koksofenbatterie und Kesselhaus war man 1928 mit dem Abteufen von Schacht Levin 2 fertig, um die Förderungen noch einmal zu erhöhen. Der Bergbau zog viele Arbeit suchende Menschen, hauptsächlich aus dem Osten, an. Es wurden größere Wohnblöcke, aber auch kleinere Siedlungen errichtet, in denen die Menschen auf gerodeter Fläche durch Selbstanbau ihren Eigenbedarf zu decken versuchten. An dem am 1. Mai 1891 eröffneten Bahnhof Dellwig erhielt Dellwig eine erste eigene Poststation.

### Eingemeindung
Dellwig wurde 1915 als Teil der Bürgermeisterei Borbeck zur Stadt Essen eingemeindet, musste dabei aber nördliche Flächen abgeben. Das um 1360 erstmals genannte Haus Ripshorst, das unter anderem ein Rittersitz war und auch als Schutzburg der Essener Fürstäbtissinnen diente, befindet sich aus diesem Grunde heute auf Oberhausener Stadtgebiet.

### 20. Jahrhundert
Da der Weg in die Pfarrkirche in Borbeck sehr weit war, errichtete man 1901 eine Notkirche auf die 1905 eine eigene Pfarrei und 1909 ein eigener Friedhof folgte. Am 29. Juni 1911 wurde nach zweijähriger Bauzeit die Kirche St. Michael geweiht. 1907 errichtete man an der Rahmannstraße ein neues Postamt, das heute noch in Betrieb ist. 1910 gründete sich in Dellwig eine Freiwillige Feuerwehr, die später von der Borbecker Berufsfeuerwehr verdrängt wurde und sich auflöste. 1905 trat, wie bereits 14 Jahre zuvor, ein schlimmes Hochwasser der Emscher ein, das viele Menschen zur Flucht aus dem Überschwemmungsgebiet zwang. 1914 wurde der Rhein-Herne-Kanal gebaut, und die Emscher nördlich parallel dazu verlegt. Am 1. Mai 1921 wurde der an der Strecke Essen Hauptbahnhof–Bottrop liegende Bahnhof Essen-Dellwig-Ost in Betrieb genommen. Am 25. Februar 1927 erschien erstmals als Stadtanzeiger Nordwest ein kostenloses Dellwiger Regionalblatt. 
In das ehemals rein katholische Dellwig wanderten im Zuge der Industrialisierung immer mehr Protestanten ein. 1915 wurde daraufhin die evangelische Friedenskirche eingeweiht. 
Im September 1942 bekam die St.-Michael-Kirche samt Pfarrhaus schwere Bombentreffer ab, so dass ein Notgottesdienst in der Kapelle des Kindergartens abgehalten werden musste. Am Palmsonntag 1946 gab es dann den ersten Gottesdienst nach dem Kriege in der St.-Michael-Kirche. 1943 erhielt die Friedenskirche schwere Bombentreffer und konnte erst im Juli 1949 wieder ihrer Bestimmung übergeben werden. Die in Kohlennot geratene Friedrich Krupp AG übernahm 1943 unter anderem die Zeche Levin. Jedoch brachten Kriegsschäden große Schwierigkeiten, so dass die Zeche im Frühjahr 1944 ihre Kohlenförderung einstellen musste. Im März 1945 konnte man nach Granatfeuer die Wasserhaltungsanlage nicht mehr weiter betreiben. Die Zeche wurde aufgegeben. In die Halde der Zeche wurde ein Bunker gebaut, der im Kriege rund 2000 Menschen Schutz bot. 
Nach dem Krieg wurde die Zeche wiederaufgebaut und der Betrieb in vollem Umfang wiederaufgenommen. Bis 1960 gehörte sie zu den größten Arbeitgebern im Stadtteil. Mit der Zechenstilllegung wurde 1960 auch der Rangierbetrieb am Verschiebebahnhof Frintrop eingestellt. Heute erinnert am Standort der ehemaligen Zeche kaum etwas an sie, nur das dort entstandene Gewerbegebiet trägt ihren Namen. 
1984 wurde vor der St.-Michael-Kirche eine Seilscheibe der Zeche Levin aufgestellt. Zusammen mit einem Pflug, der das Jahr 1885 trägt, erinnert dieses Denkmal an die tausendjährige Geschichte Dellwigs mit Landwirtschaft und Industrie.

### Wappen

Wappen von Dellwig

Blasonierung: „Geteilt durch einen Schrägbalken belegt mit blau silbernem (weißem) Wolkenfeh, von Gold (Gelb) und Rot.“
Das Wappen wurde von Kurt Schweder entworfen und hatte nie offiziellen Charakter. Ende der 1980er Jahre schuf der Heraldiker für alle Essener Stadtteile Wappen. Sie sind inzwischen von der Essener Bevölkerung gut angenommen worden.
Das Wappen ist ein sogenanntes „redendes Wappen“; Dellwig stammt von Dalewic, wie es im 13. Jahrhundert genannt wurde. Hiermit ist das zur Ansiedlung Schutz bietende Tal an der Emscher gemeint. Das Wappen ist an das der Herren von Dellwig angelehnt. Es erinnert an die damals mäandernde Emscher (Wolkenfeh) mit ihren aalförmigen Einbuchtungen. Das aus der Gegend von Dortmund stammende Geschlecht Dellwig, vielfach mit hiesigem Adel verwandt, hatte unter anderem der Drostenamt der Reichsabtei Werden und das Erbmarschallamt des Stiftes Essen inne.

## Dellwig heute
Dellwig ist teils von dichter Wohnbebauung mit Grünflächen, teils von größeren Gewerbegebieten geprägt. Am Rhein-Herne-Kanal bieten Rad- und Wanderwege etwas Naherholung. Die in Dellwig gelegene Schleuse III fiel 1980 wegen Wasserspiegelsenkung, bedingt durch Bergbau, weg. Am ehemaligen Verschiebebahnhof Frintrop sind heute auf etwa 25 Hektar Spazierwege im Grünen entstanden. Dazu gibt es das Freibad Hesse, das aus den am 17. Mai 1928 eröffneten Wassersportanlagen am Rhein-Herne-Kanal hervorging. Nach dem Zweiten Weltkrieg ging das Bad 1946 wieder in Betrieb. Seit 1985 ist der Sportverein RuWa Dellwig Pächter und Betreiber.
Im ÖPNV wird Dellwig durch die Linien 103, 166, 185 und 186 der Ruhrbahn bedient.
| Linie | Verlauf | Takt (Mo–Fr)                                                        | Betreiber        |
| ----- | --- | ------------------------------------------------------------------- | ---------------- |
| 103   | Dellwig Wertstraße – Essen-Dellwig Bf – Gerschede – Borbeck Germaniaplatz – Borbeck Bf – Schloss Borbeck – Borbeck Süd Bf – Helenenstraße – U Berliner Platz – U Rheinischer Platz – U Rathaus Essen – U Essen Hbf (nur abends sowie sonn-/feiertags) / (Hollestraße – Huttrop – Steele )                                   | 10 min                                                              | Ruhrbahn         |
| 166   | Essen-Dellwig Bf – Dellwig – Gerscheder Weiden – Bergeborbeck – Gewebepark M1 – Universität Essen – Berliner Platz – Bismarckplatz – Essen Hbf – Rathaus Essen – Frillendorfer Platz – Kray Eickenscheidt – Steele – Überruhr-Hinsel – Überruhr-Holthausen Klapperstr. – Burgaltendorf Burgruine – Hattingen-Niederwenigern | 20 min (Dellwig–Burgaltend.) 20/40 min (Burgaltend.–Niederwenigern) | Ruhrbahn         |
| 185   | Borbeck Bf – Borbeck Fürstäbtissinstr. – Bedingrade – Essen-Gerschede – Dellwig – Essen-Dellwig Bf – Essen-Frintrop – Neue Mitte Oberhausen | 20 min                                                              | Ruhrbahn / STOAG |
| 186   | Bottrop ZOB Berliner Platz – Bottrop Hbf – Ebel Zeche Prosper – Essen-Dellwig Schilfstr. – Gerscheder Weiden – Borbeck Germaniaplatz – Borbeck Bf – Bedingrade – Schönebeck – Borbeck Süd Bf – Altendorf Schölerpad | 20 min                                                              | Ruhrbahn         |
| NE12  | Essen Hbf – Goldschmidtstr. – Rathaus Essen – Berliner Platz – Helenenstraße – Bergeborbeck Bf – Borbeck Germaniaplatz – Gerschede – Essen-Dellwig – Gerschede – Borbeck Bf | 60 min                                                              | Ruhrbahn         |
| NE16  | Essen Hbf – Am Waldthausenpark – Berliner Platz – Universität Essen – Essen-Bergeborbeck – Gerscheder Weiden – Bottrop-Ebel – Bottrop Hbf – Bottrop ZOB Berliner Platz | 60 min                                                              | Ruhrbahn         |

Am Haltepunkt Essen-Dellwig halten die Regionalbahnlinien RB 32 und RB 35, am benachbarten Haltepunkt Essen-Dellwig Ost die S-Bahn-Linie S9.

### Bevölkerung
Am 31. März 2025 lebten 9.122 Einwohner in Dellwig.
Strukturdaten der Bevölkerung in Dellwig (Stand: 31. März 2025):
- Bevölkerungsanteil der unter 18-Jährigen: 17,6 % (Essener Durchschnitt: 16,9 %)[8]
- Bevölkerungsanteil der mindestens 65-Jährigen: 21,1 % (Essener Durchschnitt: 21,7 %)[9]
- Ausländeranteil: 15,2 % (Essener Durchschnitt: 20,6 %)[10]